# Ala (insectos)

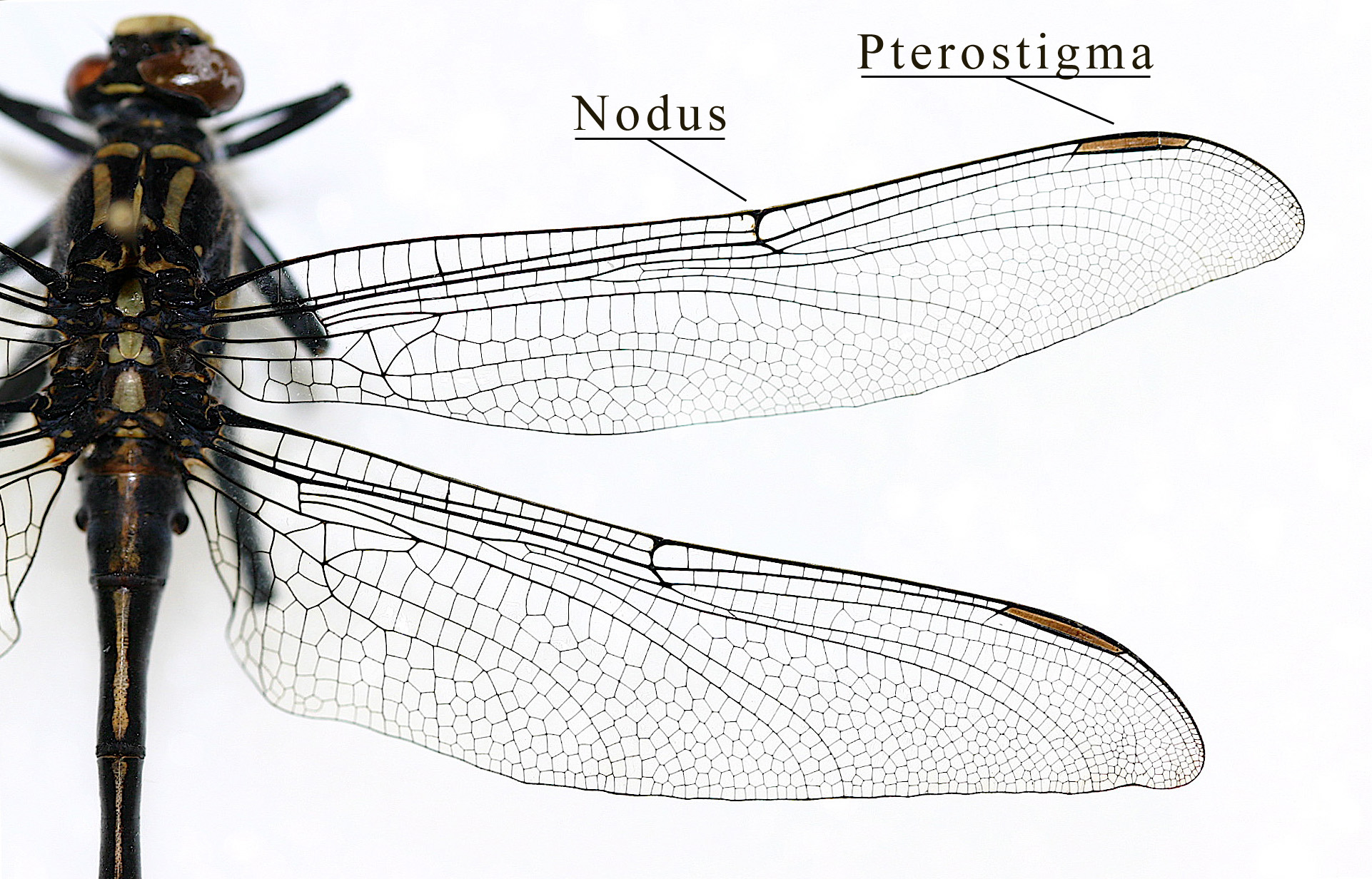
Venas originales y la postura del ala de una libélula.

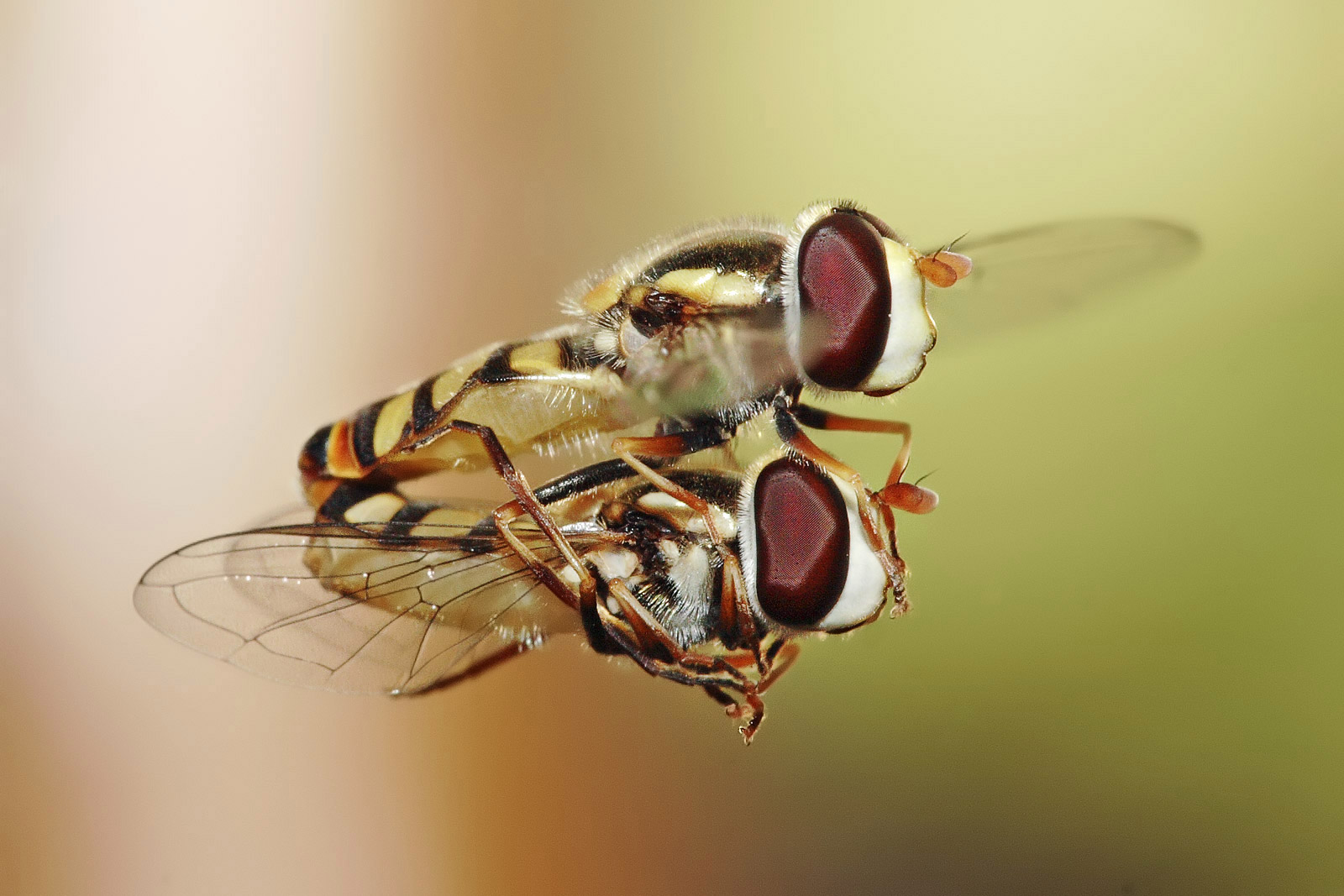
Sírfidos, (Simosyrphus grandicornis) apareándose en vuelo.

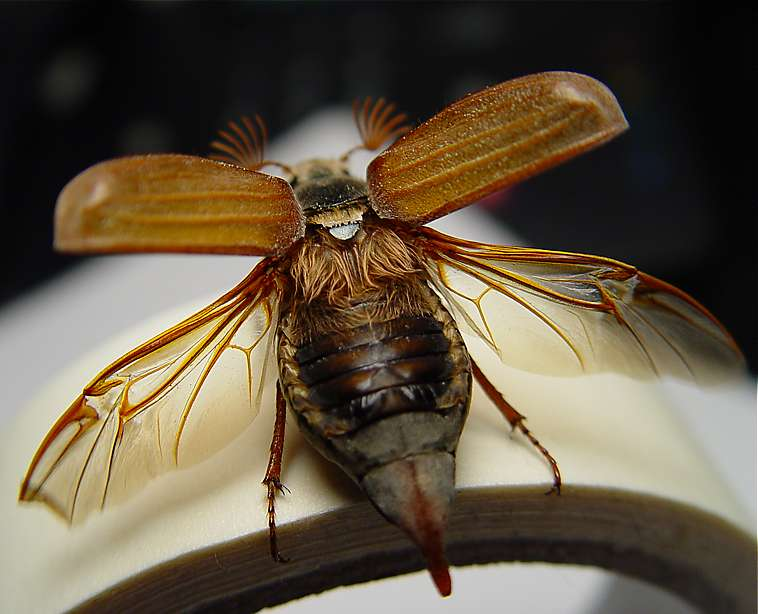
Alas anteriores endurecidas o esclerotizadas y alas posteriores membranosas de un escarabajo.

Las alas de los insectos son estructuras anatómicas que permiten el vuelo. Los insectos son el único grupo de invertebrados que han evolucionado para el vuelo y que poseen alas. Las alas son modificaciones evolutivas del exoesqueleto. Se encuentran en los segmentos torácicos segundo y tercero (el mesotórax y metatórax), y los dos pares se denominan a menudo como alas delanteras y traseras, respectivamente (o anteriores y posteriores). Algunos insectos, como Diptera, carecen de alas posteriores.
Las alas de los insectos no son patas modificadas, como ocurre en las aves (son estructuras análogas, no homólogas). Las alas se ven reforzadas por una serie de venas longitudinales, que suelen estar conectadas por venas transversales que forman celdas cerradas en la membrana (ejemplos extremos son Odonata y Neuroptera). Los patrones resultantes de la fusión y de la conexión transversal de las venas de las alas son a menudo de diagnóstico para diferentes linajes evolutivos y se pueden utilizar para la identificación de familias o incluso nivel de género en muchos órdenes de insectos.

## Características generales
Las alas funcionales están presentes sólo en la etapa adulta, después de la última muda. Como excepción está al orden Ephemeroptera, en el que el penúltimo estadio (también llamado el subimago) posee alas funcionales bien desarrolladas. Las alas sólo están presentes en la subclase Pterygota. Los miembros de Apterygota, un grupo más arcaico, carecen de alas. También se han perdido en algunos clados de Pterygota, como las pulgas y los piojos.
Las alas pueden estar presentes en un solo sexo (a menudo el macho) en algunos grupos, como las llamadas hormigas de terciopelo y Strepsiptera, o de forma selectiva, ausente en la casta "obrera" de insectos sociales como las hormigas y las termitas. En raras ocasiones, la hembra tiene alas, pero no el macho. En algunos casos, las alas se presentan sólo en determinadas generaciones del ciclo de vida, como en la fase de dispersión de los áfidos. Más allá de la mera presencia/ausencia de alas, la estructura y la coloración varía con frecuencia, como por ejemplo en los áfidos, las fases migratorias de langostas y mariposas polimórficas.
En reposo, las alas pueden mantenerse en posición horizontal o vertical o plegadas varias veces a lo largo según patrones específicos. La mayoría de los grupos, por lo general, cuentan con alas posteriores que se pliegan, pero en unos pocos grupos como las avispas véspidas, son las alas anteriores las que se pliegan. En muchos insectos las alas anteriores y posteriores se acoplan durante el vuelo por medio de una serie de ganchitos a lo largo de los respectivos bordes (por ejemplo en Hymenoptera y Trichoptera) 
No se sabe bien cómo y por qué evolucionaron las alas de los insectos. Existen tres teorías principales sobre los orígenes de vuelo de los insectos:
- Las alas se desarrollaron a partir de los lóbulos paranotales, extensiones laterales de los tergos torácicos.
- Las alas son modificaciones de las branquias móviles en las náyades acuáticas de las efímeras.
- Las alas surgieron de la fusión de los enditos y éxitos, cada una con preexistente articulación y traqueación.

## Morfología

Diagrama de una sección transversal de la vena del ala de un insecto, mostrando cada función anatómica.

Cada una de las alas se compone de una membrana delgada sostenida por un sistema de venas. 
La membrana está formada por dos capas de tegumento estrechamente yuxtapuestos, mientras que las venas se forman cuando las dos capas permanecen separadas y la cutícula puede ser más gruesa y más fuertemente esclerotizada. Dentro de cada una de las venas principales se encuentran un nervio y una tráquea, y, puesto que las cavidades de las venas están conectados con el hemocele, la hemolinfa puede fluir hacia las alas. También son el lumen alas, siendo una extensión del hemocele, que contiene la tráquea, los nervios, y en la hemolinfa. A medida que el ala se desarrolla, las capas integumentarias dorsal y ventral se estrechan aposición en la mayor parte de su área de formación de la membrana del ala. Las áreas restantes forman canales, las venas en el futuro, en los que los nervios y tráqueas pueden ocurrir. La cutícula que rodea las venas se vuelve más gruesa y más fuertemente esclerotizada para proporcionar fuerza y rigidez a la banda. Puede haber pelos de dos tipos en las alas: microtriquios, que son pequeños y dispersos irregularmente, y macrotriquios, que son más grandes, con ranuras, y pueden estar restringidos a las venas. Las escamas de Lepidoptera y Trichoptera son macrotriquios muy modificados.

### Venación

Venación del ala de un insecto basada en el sistema de Comstock–Needham.

La terminología de la venación de las alas de insectos es importante para la clasificación de casi todos los taxones de insectos. Se usa una nomenclatura compleja que varía de un grupo a otro pero en general se basa en el sistema de Comstock–Needham (creado en 1898):
- Costa (C) - Borde del ala principal

- Subcosta (Sc) - Segunda vena longitudinal (detrás de la costa costa), no ramificada

- Radio (R) - Tercera vena longitudinal, de una a cinco ramas llegan a ser el margen del ala

- Media (M) -Cuarta vena longitudinal, de una a cuatro ramas están cerca del margen del al

- Cúbito (Cu) - Quinta vena longitudinal, de una a tres ramas son parte del margen del ala
- Venas anales (A1, A2, A3) - Venas no ramificadas detrás del cúbito

La costa (C) es la vena marginal líder en la mayoría de los insectos, a pesar de una pequeña vena, la precosta, a veces se encuentra por encima de la costa. En casi todos los insectos existentes, la precosta se funde con la costa; las costa casi nunca ramas porque está en el borde de ataque, que se asocia en su base con la placa del húmero. La tráquea de la vena costal es quizás una rama de la tráquea subcostal. Está situado detrás de las costa es la tercera línea, el subcosta, que se ramifica en dos venas separados: el anterior y posterior. La base de la subcosta se asocia con el extremo distal del cuello de la primera axilar. La cuarta vena es el radio, que está ramificado en cinco venas separadas. El radio es generalmente más fuerte de la vena del ala. Hacia la mitad de la banda, se bifurca en una primera rama indivisa (R1) y una segunda rama, llamada el sector radial (Ra), que subdivide dicotómica en cuatro ramas distales (R2, R3, R4, R5). Basales, el radio se forma flexible unida con el extremo anterior de la segunda axilar (2Ax)
La quinta vena del ala es el medio de comunicación. En el patrón arquetipo (A), las horquillas de los medios de comunicación están divididas en dos ramas principales, una anterior a los medios de comunicación (MA), que se dividen en dos ramas distales (MA1, MA2), y un sector de la mediana, o posterior de los medios de comunicación (MP), que tiene cuatro ramas terminales (M1, M2, M3, M4). En la mayoría de los insectos modernos, la parte anterior de medios se ha perdido, y los "medios" usualmente son parte posterior media de cuatro ramas con el tallo basal común. En el Ephemerida, de acuerdo con las interpretaciones actuales de la venación alar, ambas ramas de los medios de comunicación se conservan, mientras que en los odonatos, los medios de comunicación persisten en la rama anterior primitivo. El vástago de los medios de comunicación a menudo se une con el radio, pero cuando se produce como una vena distinta, su base está asociada con la placa de mediano distal que está esclerotizada continuamente con este último. El cúbito, la sexta vena del ala, es principalmente de dos ramificaciones. La bifurcación primaria se lleva a cabo cerca de la base del ala, formando las dos ramas principales (CU1, Cu2). La rama anterior puede dividirse en varias ramas secundarias, pero comúnmente se bifurca en dos ramas distales. La segunda rama del cúbito (Cu2) en Hymenoptera, Trichoptera y Lepidoptera, fue confundida por Comstock y Needham como la primera vena anal. El proximal es el tallo principal del cúbito está asociada con la placa mediano distal (m ') de la base del ala.
El Postcubito (Pcu) es el primer sistema anal de Comstock y Needham. El Postcubito, sin embargo, ha tenido el estatus de ala con vena independiente y debería ser reconocida como tal. En ala de ninfas, la tráquea sube entre la traque cubital y un grupo de venas en la tráquea. En las alas maduras de insectos más generales, el postcubito está siempre asociado por su proximidad con el cubito, y nunca está conectado al flexor esclerital (3Ax) de la base del ala. En Neuroptera, Mecoptera, y Trichoptera, el postcubito puede estar más estrechamente asociado a un conjunto de venas, pero su base está siempre libre posteriormente. El postcubito no está usualmente en ramificaciones; primeramente,  está formado por dos ramificaciones. El conjunto de venas  (lV a nV) son las venas anales inmediatamente asociadas con el tercer axilar, el cual esta directamente afectado al movimiento de su esclerito y que están directamente afectados por el movimiento de este esclerito que provoca la flexión de las alas. En número, las venas varían de una a doce, de acuerdo con la ampliación de la zona del ala. Las tráqueas suelen surgir de una raíz común traqueal en los insectos ninfas y las venas son consideradas como ramas de una única vena anal. Distalmente, las venas son ya sea simples o ramificadas. La vena yugal (J) del lóbulo yugal del ala es a menudo ocupada por una red de venas irregulares, o puede ser completamente membranosa; a veces contiene uno o dos distintas, pequeñas venas, la primera vena yugal, o de la vena arcuata, y la segunda vena yugal, o de la vena cardinalis(2J).
- C-Sc Venas cruzadas - Corre entre la costa y la subcosta

- R Venas cruzadas - Corre entra la raíces adyacentes y el radio

- R-M Venas cruzadas - Corre entre el radio y la media

- M-Cu Venas cruzadas - Corre entre la media y el cubito

Todas las venas del ala están sujetas a la bifurcación secundaria de la unión de venas transversales. En algunos órdenes de insectos, el cruce de las venas son tan numerosas que todo el patrón se convierte en una estrecha red de venas ramificadas y venas transversales. Normalmente, un número definido de venas cruzadas tienen lugares específicos se producen. Las más constantes venas curzadas son el húmero cruzada vena (h) entre la costa y subcosta, el radial transversal de la vena (r) entre R y el primer tenedor de rupias, la sectorial transversal de la vena (s) entre las dos horquillas de R8, la mediana de los vena (mm) entre M2 y M3, y la cruz de la vena (m-cu) mediocubital entre los medios de comunicación and the cubitus.
Las venas de las alas de los insectos se caracterizan por una colocación convexo-cóncava, tales como los que se observan en las efímeras (es decir, cóncava es "hacia abajo" y convexa es "arriba") por su ramificación alternativa. Cada vez que hay una vena en una horquilla siempre hay un interpolado de la posición opuesta entre las dos ramas. La vena cóncava se bifurcará en dos venas cóncavas (con la vena interpolada convexo) y la alteración periódica de la venas está preservado Las venas del ala parecen caer en un patrón ondulado en función de si tienen una tendencia a plegarse hacia arriba o hacia abajo cuando se relaja el ala. Los ejes basales de las venas son convexas, pero cada uno horquillas vena distalmente en una rama convexa anterior y una rama cóncava posterior. Por lo tanto, la Costa y subcosta se consideran como convexas y ramas cóncavas de una primera vena primaria, Rs es la rama cóncava del radio, los medios de comunicación posteriores la rama cóncava de los medios de comunicación, Cu1 y Cu2, son respectivamente convexas y cóncavas, mientras que el postcubito primitiva y el primer grupo de venas tienen cada una rama anterior convexa y una rama cóncava posterior. La naturaleza convexa o cóncava de las venas se ha utilizado como evidencia en la determinación de la identidad de la persistencia de las ramas distales de las venas de los insectos modernos, pero no se ha demostrado que ser coherente para todas las alas.
Las venas principales se extienden a lo largo del ala y son llamadas venas longitudinales. Otras venas enlazan a las longitudinales, son las venas transversales. Los espacios resultantes son llamados celdas y también reciben nombres según su ubicación.
En los insectos pequeños como en las avispas cálcidas, la venación puede estar muy reducida.

Mecanismo directo de vuelo de los insectos.
a) Alas
b) músculos flexores
c) músculos dorsales esternales.

Mecanismo indirecto de vuelo de los insectos.
a) Alas
b) escleritos axilares
c) músculos dorsales esternales indirectos
d) músculos longitudinales dorsales indirectos.

#### Campos

El área de las alas está delimitado y se subdividen por pliegues, a lo largo de los cuales las alas pueden plegarse, y tener líneas de flexión para el vuelo. Entre la flexión y las líneas de plegado, la distinción fundamental es a menudo borrosa, como las líneas de pliegue pueden permitir cierta flexibilidad o viceversa. Dos constantes, que se encuentran en casi todas las alas de los insectos, son el Claval (una línea de flexión) y yugal pliegues (o línea de doblez), formando límites variables y poco satisfactorios. Plegamientos ala puede muy complicado, con plegado transversal que ocurre en las alas posteriores de Dermaptera y Coleoptera, y en algunos insectos, la zona anal puede plegarse como un abanico.
Los cuatro campos diferentes que se encuentran en las alas de los insectos son:
- Remigio

- Área anal

- Área jugal

- Área axilar

- Alula

El vano está bordeado por el pliegue vanal, que normalmente se produce entre el postcúbito y la primera vena vanal. Los ortópteros, por lo general tienen esta posición. En las alas anteriores de los Blattidae, sin embargo, el único pliegue en esta parte del ala se encuentra inmediatamente antes de la postcúbito. En los Plecoptera, el pliegue vanal es posterior al postcubital, pero próximamente se cruza la base de la primera vena vanal. En la cigarra, el pliegue vanal se encuentra inmediatamente detrás de la primera vena vanal (lV). Estas pequeñas variaciones en la posición real del pliegue vanal, sin embargo, no afectan a la unidad de acción de las venas vanales, controladas por el flexor esclertial (3AX), en la flexión del ala. En las alas posteriores de la mayoría de los ortópteros, unos venas secundarias forman una costilla en el pliegue vanal. El vanos generalmente se forma triangularmente con sus venas típicamente hacia fuera desde el tercer axilar como las varillas de un abanico. Algunas de las venas vanal pueden estar ramificadas, y las venas secundarias pueden alternar con las venas principales. La región vanal generalmente se desarrolla mejor en las alas posteriores, en la que puede ser ampliada para formar una superficie sustentadora, como en Plecoptera y Orthoptera. Las grandes expansiones en forma de abanico de las alas posteriores de Acrididae son claramente las regiones vanalws, ya que sus venas están soportados en los terceros escleritos axilares en la base de las alas, aunque Martínov (1925) atribuye la mayor parte de las áreas de fanes en Acrididae a las regiones yugales de las alas. El verdadero jugum del ala está representada solo por la pequeña membrana (Ju) de la última vena vanal. El jugum está más desarrollado en alguna otra ortópteros, como en el Mantidae. En la mayoría de los insectos más altas con alas estrechas, la venal vanal se reduce, y el pliegue vanal se pierde, pero incluso en estos casos, el ala de flexión puede doblarse a lo largo de una línea entre el postcúbito y la primera vena vanal.
La región yugal o neala, es una región del ala que es por lo general una pequeña zona membranosa proximal a la base del vannus reforzada por unos engrosamientos-vena como pequeñas e irregulares; pero cuando bien desarrollada, es una sección distinta de la banda y puede contener uno o dos venas yugal. Cuando el área malar del ala anterior se desarrolla como un lóbulo libre, se proyecta por debajo del ángulo humeral de las alas posteriores y por lo tanto sirve para uncir las dos alas juntas. En el grupo Jugatae de Lepidoptera, lleva un lóbulo de dedo largo. La región yugal se denominó neala ("ala nueva"), ya que es evidente que una parte secundaria y recientemente desarrollado del ala.
La región axilar que contiene los Escleritos axilares tiene, en general, la forma de un triángulo escaleno. La base del triángulo (ab) es la bisagra del ala con el cuerpo; el vértice (c) es el extremo distal de la tercera esclerito axilar; el lado más largo es anterior hasta el ápice. El punto D en el lado anterior de la triángulo marca la articulación de la vena radial con el segundo esclerito axilar. La línea entre d y c es la basal plica (bf) o pliegue del ala en la base del campo mediocubital.
En el ángulo posterior de la base del ala en algunos dípteros hay un par de lóbulos membranosos (escamas, o calypteres) conocidos como la álula. El álula está bien desarrollada en la mosca doméstica. La escama del exterior (c) surge de la base del ala detrás de la tercera sclerite axilar (3AX) y, evidentemente, representa el lóbulo yugal de otros insectos (A, D); la escama interno más grande (d) surge de la margen posterior escutelar del tergo del segmento del ala de soporte y forma una cubierta protectora, el capó como el cabestro. En el ala flexión, la escama exterior del álula se pone de cabeza por encima de la escama del interior, no siendo este último afectado por el movimiento del ala. En muchos Diptera, una profunda incisión en el área anal de la membrana del ala detrás de la única vena vannal pone en marcha una alar proximal distal del lóbulo de la escama exterior del álula.

#### Articulaciones

Los diversos movimientos de las alas, especialmente en los insectos que flexionan sus alas horizontalmente sobre la espalda cuando está en reposo, exigir una estructura articular más complicado en la base del ala que un mero bisagra del ala con el cuerpo. Cada ala está unida al cuerpo por un área basal membranosa, pero la membrana articular contiene un número de pequeñas Escleritos articulares, conocidos colectivamente como la pteralia. Los pteralia incluyen una placa humeral anterior en la base de la vena costal, un grupo de axilar (ax) asociado con el subcostal, radial, y venas vannal, y dos placas de menos definida mediana (M, M ') en la base del área mediocubital. Los axilares se desarrollan específicamente solo en los insectos ala-flexionar, donde constituyen el mecanismo flexor del ala operado por el músculo flexor de la que surge en la Pleurón. Características de la base del ala es también un pequeño lóbulo en el margen anterior de la zona articular proximal a la placa del húmero, que, en el ala anterior de algunos insectos, se desarrolla en una escala similar a la aleta grande, plana, la Tegula, la superposición la base del ala. Posteriormente, la membrana articular a menudo se forma un amplio lóbulo entre el ala y el cuerpo, y su margen es generalmente más gruesa y corrugado, dando la apariencia de un ligamento, el llamado cable de axilar, mesally continua con la parte posterior de plegado escutelar marginal de la placa de tergal que lleva el ala.
Los escleritos articulares o pteralia, de la base del ala de los insectos ala-flexionar y sus relaciones con el cuerpo y las venas de las alas, que se muestra de forma esquemática, son las siguientes:
- Placa humeral
- Axilar primera
- Axilar segunda
- Axilar tercera
- Axilar cuarta
- Humeral media (m, m')

La placa del húmero suele ser un pequeño sclerito en el margen anterior de la base del ala, móvil y articulada con la base de la vena costal. Odonata han sus placas de húmero enlargened en gran medida, con dos músculos derivados de la episternum insertado en las placas de húmero y dos desde el borde de la epimeron insertado en la placa axilar.
La primera sclerite axilar (LAX) es la placa de articulación anterior de la base del ala. Su parte anterior está soportado en el proceso de ala notal anterior de la tergo (ANP); su parte posterior se articula con el margen de tergal. El extremo anterior de la esclerito se produce generalmente como un brazo delgado, el ápice de los cuales (e) siempre está asociado con la base de la vena subcostal (SC), a pesar de que no está unida con este último. El cuerpo de la esclerito articula lateralmente con el segundo axilar. El segundo sclerite axilar (2Ax) es más variable en la forma que la primera axilar, pero sus relaciones mecánicas no son menos definida. Se oblicuamente está articulada a la margen exterior del cuerpo de la primera axilar, y la vena radial (R) es siempre flexible unido a su extremo anterior (d). El segundo axilar presenta tanto un dorsal y un sclerotization ventral en la base del ala; su superficie ventral se basa en el proceso de ala del fulcro del Pleurón. El segundo axilar, por lo tanto, es el esclerito fundamental de la base del ala, y se manipula específicamente la vena radial.
La tercera sclerite axilar (3AX) se encuentra en la parte posterior de la región articular del ala. Su forma es muy variable y con frecuencia irregular, pero la tercera es la axilar sclerite en que se inserta el músculo flexor del ala (D). Mesally, se articula hacia delante (f) con el extremo posterior de la segunda axilar, y posteriormente (b) con el proceso de ala posterior de la tergo (PNP), o con un pequeño cuarto axilar cuando este último está presente. Distalmente, la tercera axilar se prolonga en un proceso siempre asociado con las bases del grupo de las venas en la región anal del ala, aquí denominado las venas vannal (V). La tercera axilar, por lo tanto, es por lo general la placa de bisagra posterior de la base del ala y es la esclerito activo del mecanismo de flexor, que manipula directamente las venas vannal. La contracción del músculo flexor (D) gira en la tercera axilar en sus articulaciones MESAL (b, f), y con ello levanta su brazo distal; este movimiento produce la flexión del ala. El cuarto sclerite axilar no es un elemento constante de la base del ala. Cuando está presente, por lo general es una placa pequeña que interviene entre la tercera axilar y el proceso de ala notal posterior, y es probablemente una pieza individual de este último.
Las placas de la mediana (m, m ') son también escleritos que no son tan definitivamente diferenciados como platos específicos como son los tres principales axilar, pero son elementos importantes del aparato flexor. Se encuentran en la zona mediana de la base distal del ala a las segunda y tercera axilar, y están separados entre sí por una línea oblicua (BF), que forma un prominente pliegue convexo durante la flexión del ala. La placa proximal (m) es por lo general unido al brazo distal de la tercera axilar y quizás debe considerarse como una parte de este último. La placa distal (m ') es menos constantemente presente como un esclerito distinta, y puede ser representado por un esclerotización general de la base del campo mediocubital del ala. Cuando las venas de esta región son distintos en sus bases, que están asociados con la placa de mediana exterior.

#### Acoplamiento, plegado, y otras características
En muchas especies de insectos, la proa y ala posterior se acoplan entre sí, lo que mejora la eficiencia aerodinámica de vuelo. El mecanismo más común de acoplamiento (por ejemplo, en Hymenoptera y Trichoptera) es una fila de pequeños ganchos en el margen delantero del ala posterior, o "hamuli", que bloquean en el ala delantera, manteniéndolos juntos (acoplamiento hamulate). En algunas otras especies de insectos (por ejemplo, los Mecoptera, Lepidoptera, y algunos Trichoptera) el lóbulo yugal del ala anterior cubre una parte del ala posterior (acoplamiento yugal), o de los márgenes de la proa y de la superposición trasera ala amplia (acoplamiento amplexiforme), o las cerdas alas posteriores, o frenillo, gancho bajo la estructura de contención o retinaluco en los anteriores.
Cuando están en reposo, las alas caen sobre la parte posterior en la mayoría de los insectos, lo que puede implicar el plegado longitudinal de la membrana del ala y a veces también de plegado transversal. En algunas veces puede ocurrir a lo largo de las líneas de flexión. Aunque las líneas de plegado pueden ser transversales, como en las alas posteriores de escarabajos y tijeretas, que están normalmente radiales a la base del ala, permitiendo que las secciones adyacentes de un ala puedan ser plegadas encima o por debajo uno del otro. La línea de plegado más común es el pliegue malar, situada justo detrás de la tercera vena anal, aunque, la mayoría de los Neoptera tiene un espacio jugal justo detrás de la 3A vena de las alas anteriores. A veces también está presente en las alas posteriores. Cuando la zona anal de las alas posteriores es grande, como en un Orthoptera y Blattodea, la totalidad de esta parte puede ser plegada bajo la parte anterior de la banda a lo largo de un vanal y a veces un poco posterior al surco Claval. Además, en los Orthoptera y Blattodea, la zona anal se pliega como un abanico a lo largo de las venas, las venas anales pueden ser convexas, en las crestas de los pliegues, y la cóncava venas accesorias. Considerando que el surco Claval y pliegue malar son probablemente homólogas en diferentes especies, el pliegue vanal varía en su posición en diferentes taxones. Plegable es producida por un músculo que surge en el pleurón y se inserta en el tercer esclerito axilar, cuando se contraen, los pivotes escleritales acercan sus puntos de articulación con el proceso notal posterior y el segunda esclerito axilar.
Como resultado, el brazo distal del tercer esclerito axilar gira hacia arriba y hacia el interior, de modo que, finalmente, su posición se invierte completamente. Las venas anales se articulan con este esclerito de tal manera que se mueven con él y se convierten en una parte flexionada el lomo del insecto. Esta actividad muscular en vuelo afecta a la potencia de salida del ala y por lo que también es importante en el control de vuelo. En los insectos orthopteroides, la elasticidad de la cutícula hace que el área vanal del ala se pliegue a lo largo de las venas. En consecuencia la energía se gasta en el despliegue de esta región cuando las alas se mueven a la posición de vuelo. En general, la extensión del ala probablemente se debe a la contracción de músculos vinculados a la esclerito basalar o, en algunos insectos, a la esclerito subalar.
La membrana que se encuentra entre las placas duras y las secciones del cuerpo en los artrópodos puede ser muy extensible, o plegada y laminada para proporcionar un menor grado de extensibilidad pero mayor grado de fuerza.
De un estudio donde se examinaba el cuello de varias especies de libélulas para entender la forma y las funciones de la cutícula plegada, se extrajo que la membrana del cuello dispone de varios órdenes de pliegues.
Este conjunto de estructuras permite a la propia cutícula a ser más rígida y tener mayores módulos elásticos porque los pliegues permiten que se deforme que si fuera lisa.
Ya que se presenta a sólo en el lado externo, permite una ﬂexibilidad mucho mayor en el sentido de la cara donde se encuentran los pliegues, ofreciendo una gran oposición al doblado en el sentido contrario.

## Mecanismo de vuelo
El vuelo del insecto puede ser extremadamente rápido, maniobrable y versátil. Este vuelo es posible debido a la forma cambiante, extraordinario control y movimiento del ala del insecto. Los órdenes de los insectos utilizan diferentes mecanismos de vuelo, por ejemplo, el vuelo de una mariposa se puede explicar con estados estacionarios, no transitorios aerodinámicos y fina teoría aerodinámica.
Los movimientos de las alas de los insectos son extremadamente complejos. Incluyen, en general, las acciones de elevación, depresión, extensión, flexión, torsión (pronación y supinación), así como los cambios de su forma (por plegado etc,). La elevación y depresión se rigen en general por los músculos de las alas indirectos y de los músculos accesorios indirectos de las alas. Los de extensión, torsión y flexión se rigen en cambio por los músculos directos de las alas.
Los insectos más primitivos tienen un sistema de vuelo directo. Por ejemplo: las libélulas (Odonata) y Ephemeroptera. Los más avanzados, Neoptera (la mayoría,) tienen un sistema más complejo llamado vuelo indirecto.
Los músculos indirectos de las alas se agrupan en dos grupos funcionales, el dorsal y el tergoesternal, que actúa en oposición al primero. Los músculos de las alas de accesorios indirectos se distinguen en la parte de atrás-pleural, pleuro-esternal, de ida y vuelta-coxali trocanterici. En general, los músculos indirectos deforman la caja torácica en la cual se transmite la deformación a sus expansiones, resultando por tanto en una elevación o depresión de las alas.
Los músculos de las alas se dividen en basal axilar directa e inferior de las alas. Estos músculos se insertan en los escleritos torácicos de la axila y por lo tanto, actúan directamente sobre las alas, lo que complica los movimientos.